# Piëta

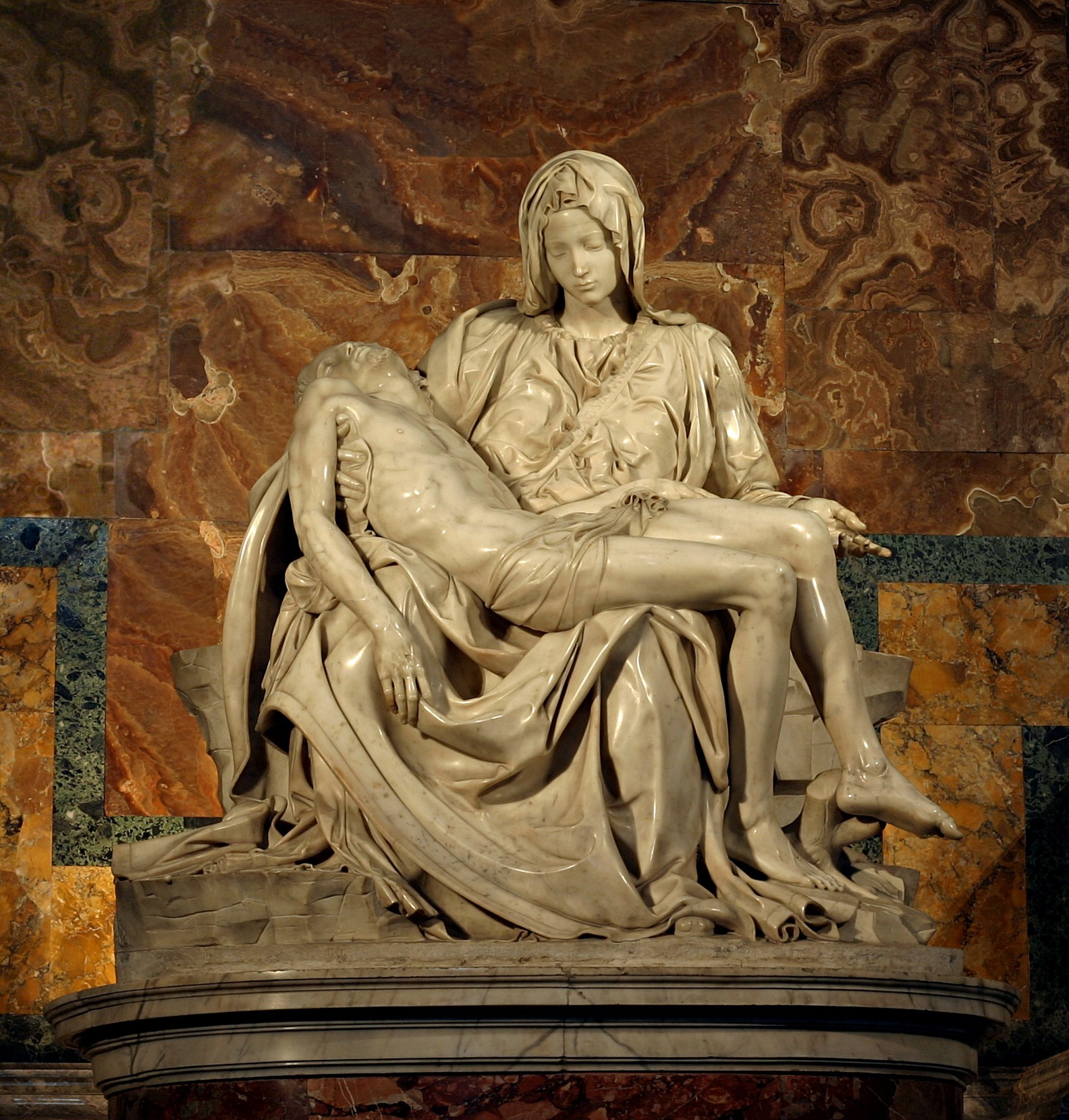
Michelangelo's Pietà, 1498-1499

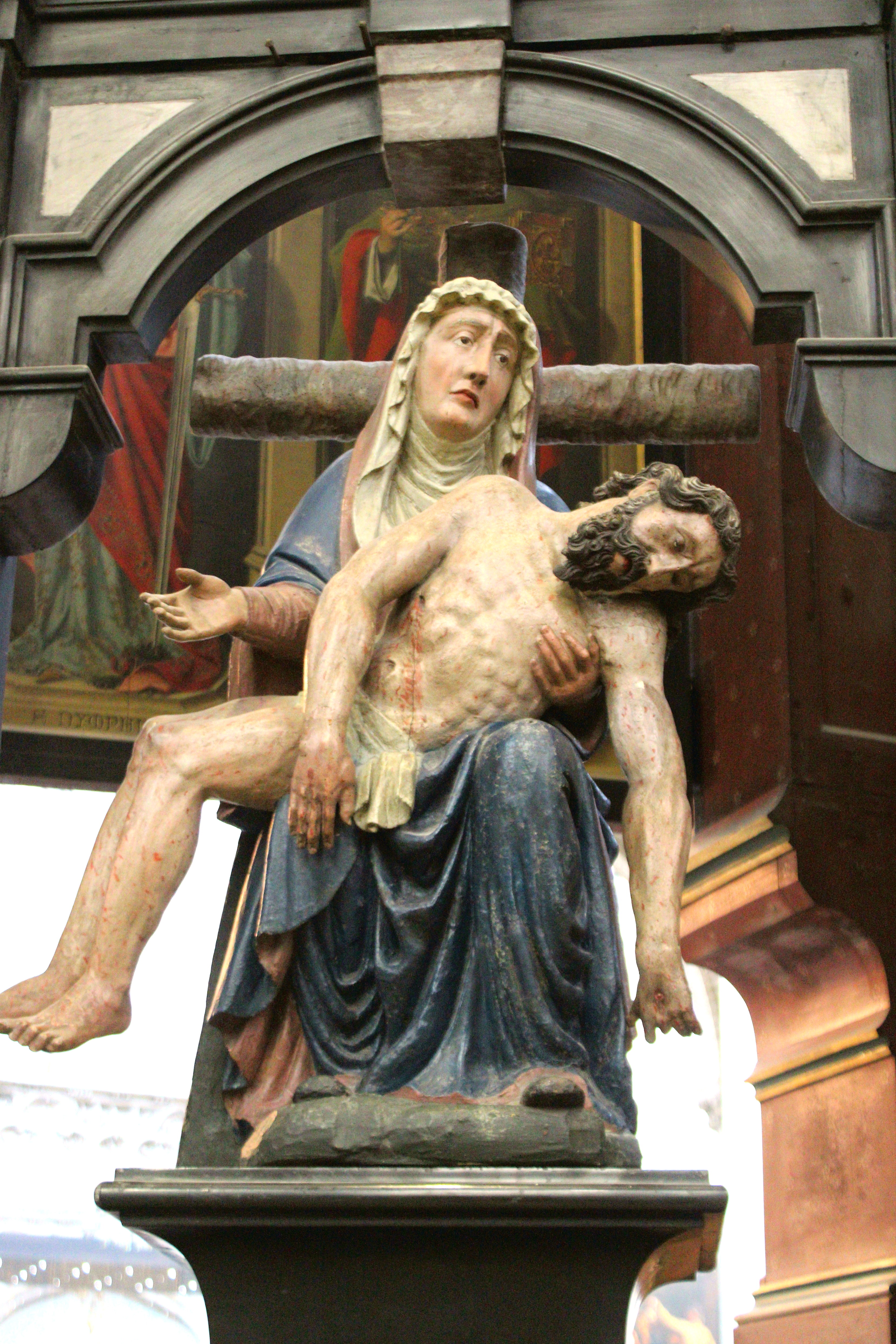
Archetypische piëta in de Sint-Gummaruskerk in Lier, gemaakt door Thomas Haesaert rond 1600

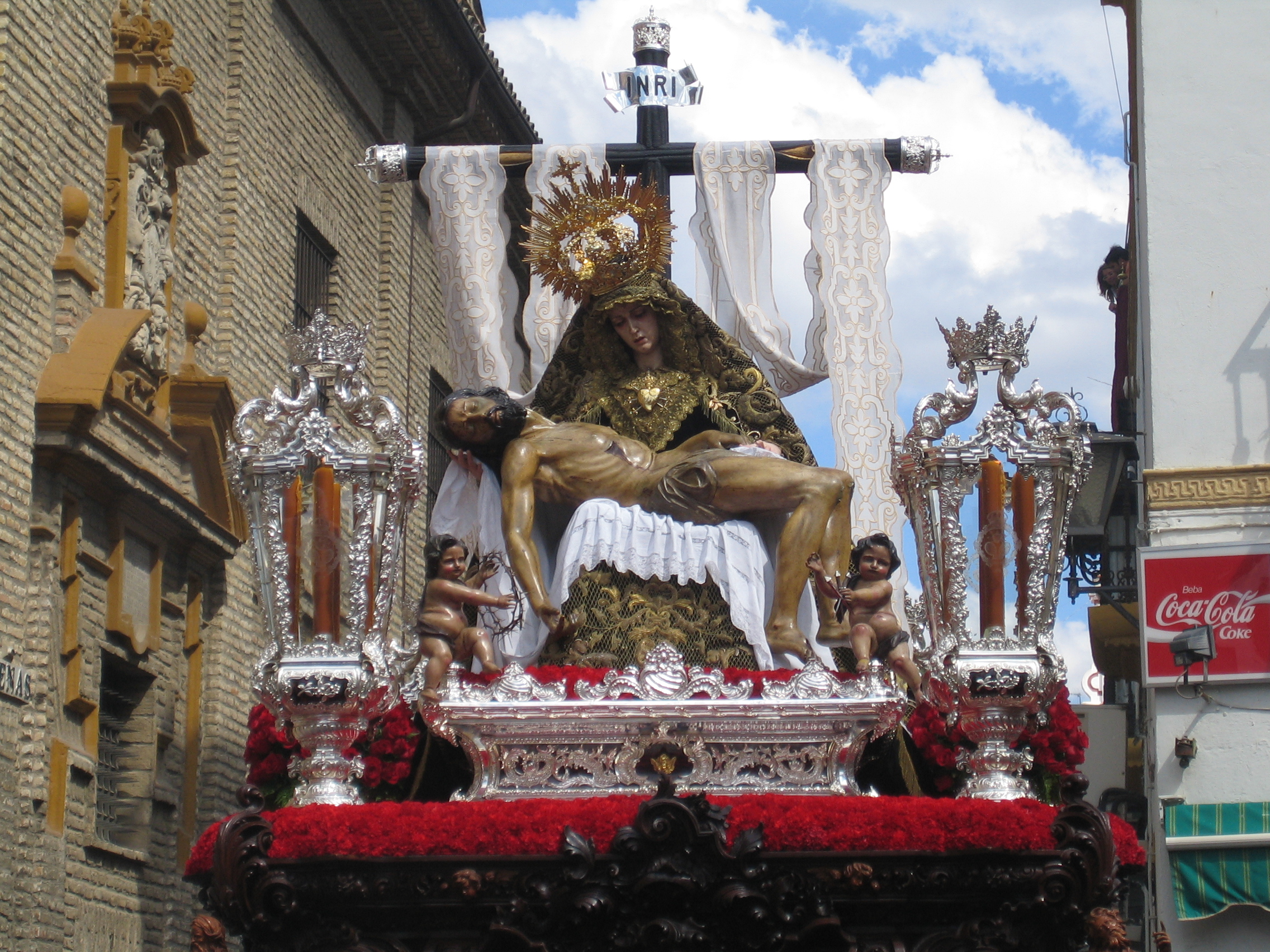
Piëta gedragen tijdens boeteprocessie, Koninklijke broederschap van de Servieten, Sevilla

Piëta (Italiaans: pietà, dat 'compassie' of 'piëteit' betekent) is in de kunst de benaming voor een afbeelding of uitbeelding van de dode Christus vergezeld door Maria of engelen. Het kan een schilderij of een beeld zijn.
Het is niet hetzelfde als een kruisafname of de bewening van Christus, maar het is een meer reflectief onderwerp. De meest voorkomende vorm is die van de dode Christus op schoot bij zijn moeder, Maria.
Het onderwerp heeft zich ontwikkeld uit de kruisafname groepen uit de 13e en 14e eeuw in Spanje en in Noord-Europa, waarvandaan het snel naar Italië over werd gebracht. Het probleem was echter dat men in Italië het onderwerp niet kende. Een beroemd voorbeeld hiervan is de piëta van Michelangelo die door een Franse kardinaal in opdracht werd gegeven. De kardinaal beschreef, wetende dat men het niet kende, het onderwerp in het contract.
Een van de essentiële elementen van een piëta is dat er niet te veel figuren rond de gestorven Christus staan, dit zou het snel veranderen in een bewening van Christus en daarmee het meditatieve karakter verzwakken.
Enkele kunstenaars die piëta's maakten zijn:
- Giovanni Bellini
- Sandro Botticelli
- Donatello
- Annibale Carracci
- El Greco
- Michelangelo
- Vincent van Gogh

## Piëta's
- Pietà van Michelangelo (1498-1499), van Michelangelo, in de Sint Pieter, Rome
- Gestorven Christus omringd door engelen (1443), van Donatello, in het Victoria and Albert Museum, Londen
- Christus opgeheven door engelen (1460), van Giovanni Bellini, Berlijn
- Piëta van Eugène Delacroix (1850), Van Gogh Museum, Amsterdam
- Piëta van Vincent van Gogh (1889), naar Eugène Delacroix, Van Gogh Museum, Amsterdam
- Piëta van Bartolomeus Bermejo (1490), kathedraal van Barcelona

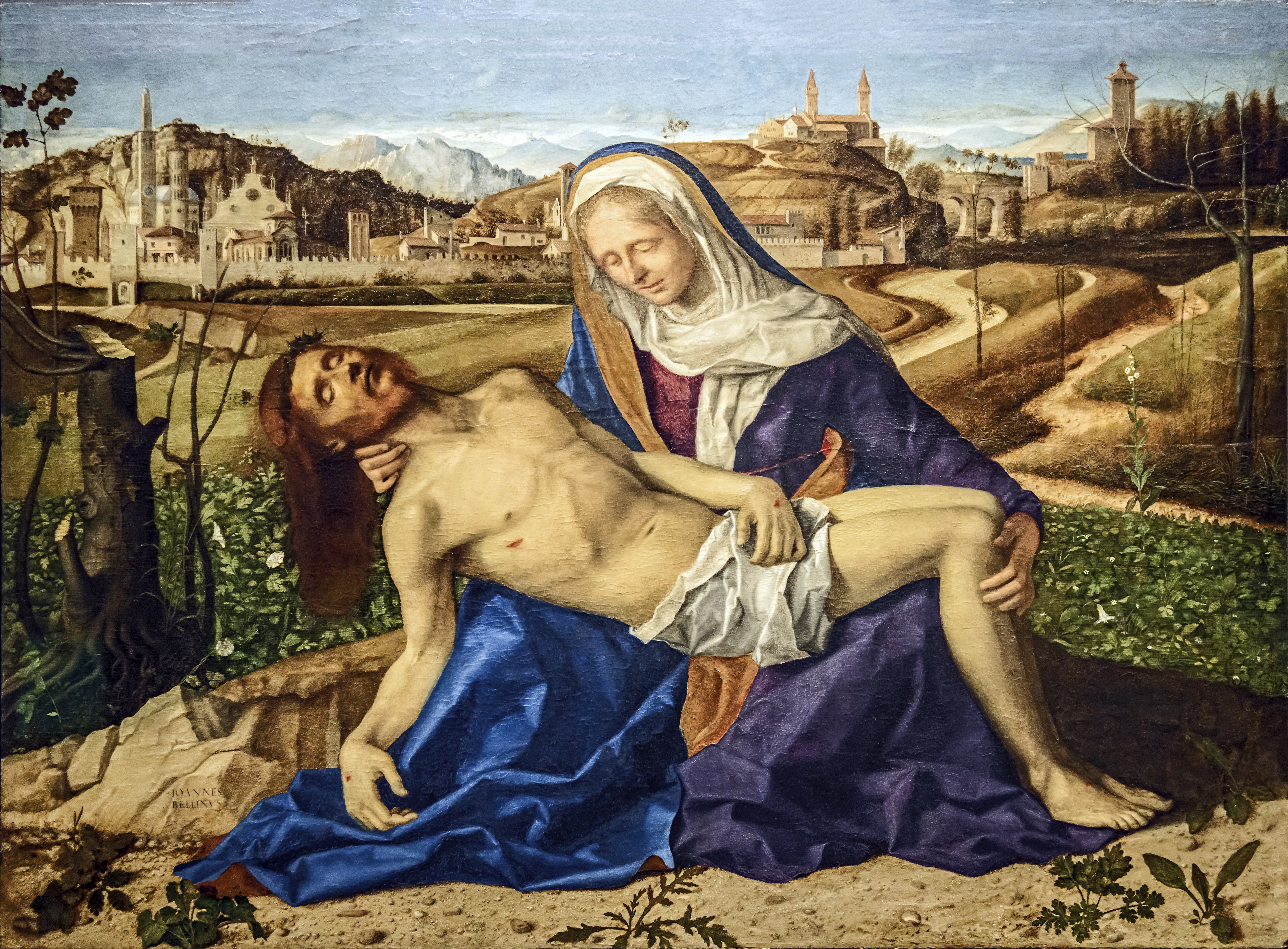
Een piëta van Giovanni Bellini
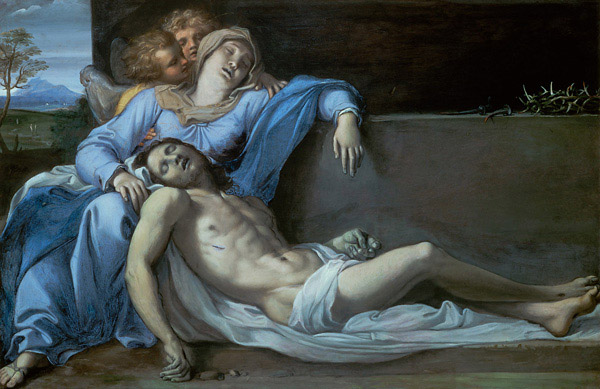
Een piëta van Annibale Carracci
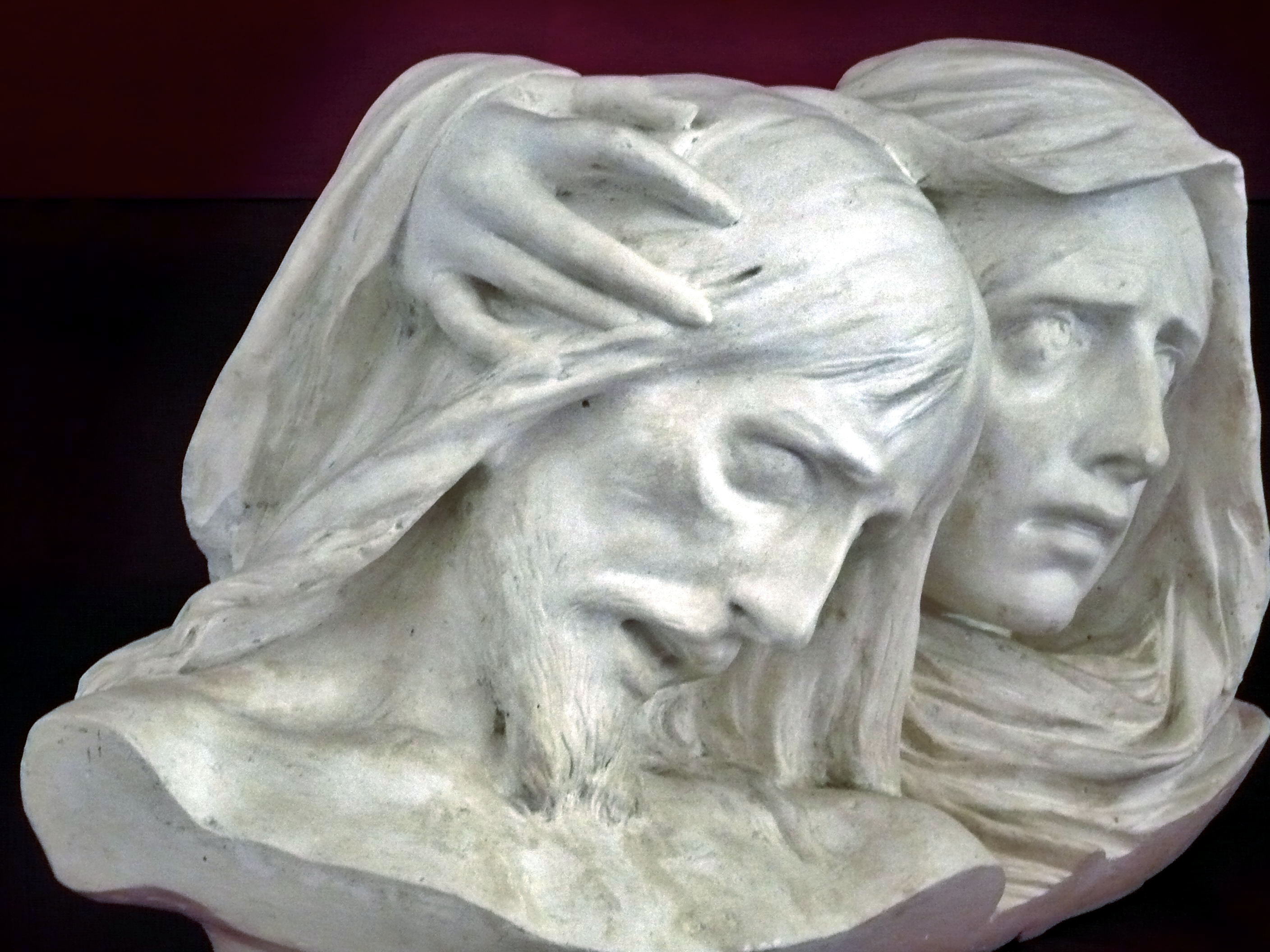
Piëta (1913) van de neoclassicistische beeldhouwer Michele Tripisciano in Caltanissetta